# Klonówka (województwo pomorskie)
Klonówka – wieś kociewska w Polsce położona w województwie pomorskim, w powiecie starogardzkim, w gminie Starogard Gdański.
W latach 1975–1998 miejscowość położona była w województwie gdańskim.
Pierwsze ślady osadnictwa w tym rejonie pochodzą z neolitu. Po raz pierwszy wzmiankowana w dokumentach w 1341 r. W 1846 przygotowywano tu tzw. powstanie starogardzkie pod wodzą Floriana Ceynowy.
Właścicielem majątku był Michał Kalkstein (zm. 1911).

## Zabytki
Według rejestru zabytków NID na listę zabytków wpisany jest kościół parafialny pw. św. Katarzyny, poł. XIV, XVIII, nr rej.: A-739 z 21.12.1972.
Gotycki kościół św. Katarzyny z II połowy XIV wieku posiada ażurowy szczyt wschodni oraz ozdobną wieżę nakrytą hełmem kopulastym z latarenką. Na teren kościoła prowadzi ozdobna, barokowa brama, wystrój rokokowy. Pochodzi stąd jedna z dwóch ocalałych w Polsce Madonn szafkowych (obecnie w Muzeum Diecezjalnym w Pelplinie). Ponadto we wsi znajdowała się chata z XIX wieku z podcieniem szczytowym, kryta strzechą, przeniesiona do muzeum we Wdzydzach.
Nieopodal wsi dwa grodziska wczesnośredniowieczne oraz wąwóz Maternów (legendarne miejsce zbójowania braci Maternów z XVI wieku). W zakolu Wierzycy park krajobrazowy z XIX wieku.